# Aleksejs Rumjancevs
Aleksejs Rumjancevs (ur. 13 lutego 1986 roku w Rydze) – łotewski kajakarz, uczestnik letnich igrzysk olimpijskich w Londynie i Rio de Janeiro.

## Kariera

### Wykształcenie
Ukończył 53 liceum w Rydze.

### Osiągnięcia
| Rok  | Impreza            | Miejsce | Konkurencja |
| ---- | ------------------ | ------- | ----------- |
| 2006 | Złoty Świt U-23    | 6       | K2          |
| 2006 | Złoty Świt U-23    | 13      | K2          |
| 2014 | Mistrzostwa świata | 17      | K1          |
| 2015 | Gry Europejskie    | 4       | K1          |
| 2015 | Mistrzostwa Europy | 5       | K1          |

### Igrzyska olimpijskie
W Londynie zajął 11. miejsce w kategorii K1 na 200 metrów. W Rio de Janeiro w eliminacjach z czasem 35,17 uzyskał 11. miejsce premiowane awansem do kolejnej fazy. W finale był 5. z czasem 35,89.

## Życie prywatne
Jest żonaty, jego żona ma na imię Julia. Mieszkają w Astrachaniu. Zna język angielski, łotewski i rosyjski.

## Źródła
- https://www.olympic.org/aleksejs-rumjancevs
- http://www.canoeicf.com/athlete/aleksejs-rumjancevs
- https://olimpiade.lv/olympian/580
- http://www.kanoe.lv/?a=170&sp=8